# Remigijus Valiulis
Remigijus Valiulis   (Šilutė, 20 de setembre de 1958 - Vílnius, 19 de juliol de 2023) fou un atleta lituà, especialista en curses de velocitat, que va competir sota bandera de la Unió Soviètica durant les dècades de 1970 i 1980.
El 1980 va prendre part en els Jocs Olímpics d'Estiu de Moscou, on va guanyar la medalla d'or en la prova del 4×400 metres del programa d'atletisme. Formà equip amb Mikhail Linge, Nikolay Chernetsky i Viktor Markin.
En el seu palmarès també destaca una medalla d'or en els 400 metres al Campionat d'Europa en pista coberta de 1980. Entre 1975 i 1983 va ser vuit vegades campió de la RSS de Lituània dels 400 metres. Una vegada retirat va exercir d'entrenador a Vilnius.

## Millors marques
- 400 metres. 45.73" (1979)